# Ermida do Santo Cristo

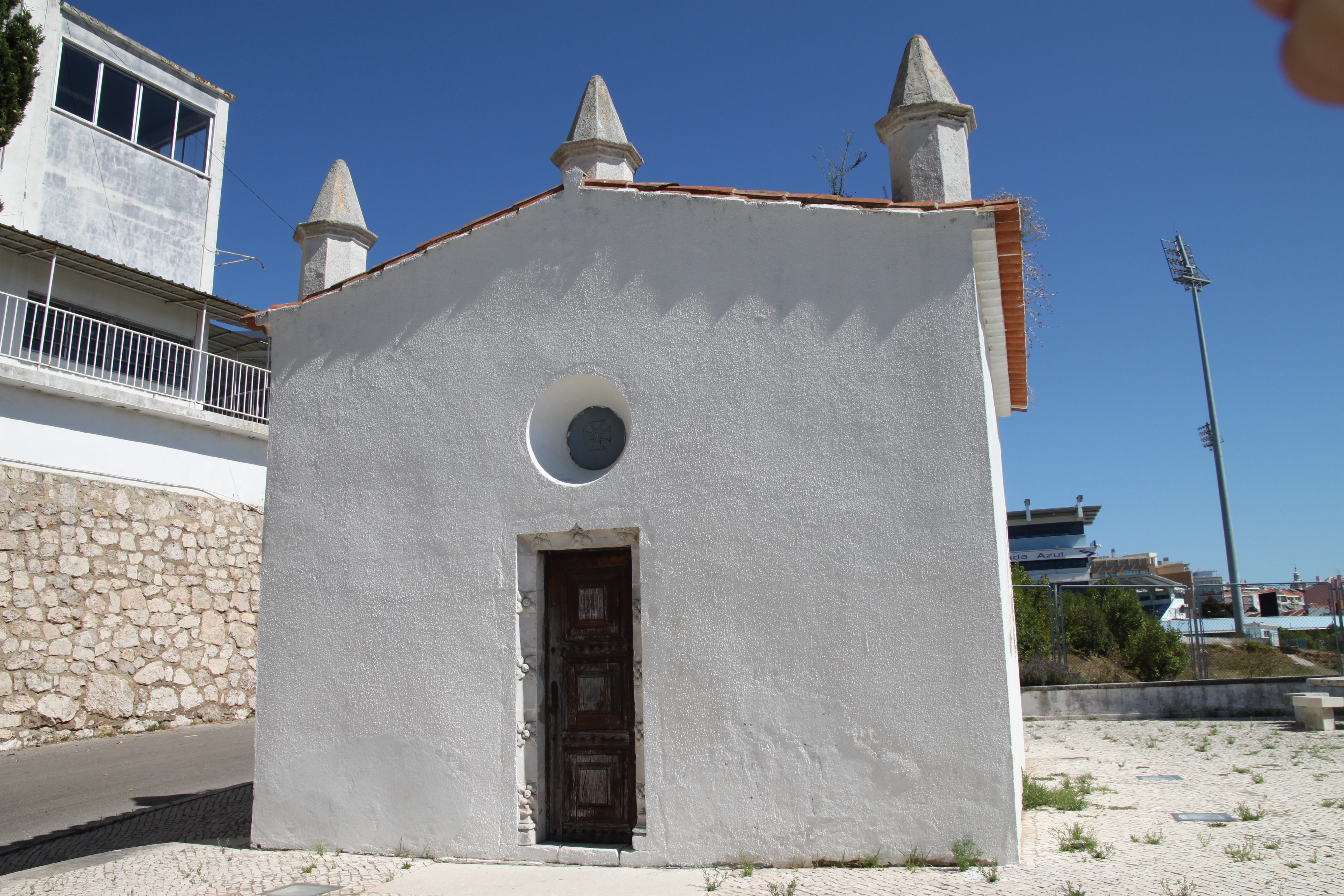
Fachada principal da ermida

A Ermida do Santo Cristo situa-se na freguesia portuguesa de Santa Maria de Belém, no município de Lisboa, mais precisamente na Rua do Alcolena. O arquitecto responsável foi João de Castilho e foi construída em 1517. O Decreto de 24 de Janeiro de 1967 declarou-a como Imóvel de Interesse Público. Adopta o estilo manuelino, tanto que fazia parte do conjunto do Mosteiro dos Jerónimos.
O estádio do Clube de Futebol Os Belenenses fica junto a esta ermida.